# Wereldkampioenschap schaken vrouwen 2018
Het toernooi om het wereldkampioenschap schaken voor vrouwen 2018 werd gespeeld van 2 tot en met 23 november 2018 in Chanty-Mansiejsk. Het deelnemersveld bestond uit 64 vrouwen die volgens het knock-outtoernooi speelden. De halvefinalistes, behalve de kampioene, zijn geplaatst voor het volgende wereldkampioenschap. Dat zijn Aleksandra Kostenjoek, Maria Moezytsjoek en de verliezer van de finale Kateryna Lahno. 

## Finale
De finale werd gespeeld door Kateryna Lahno en Ju Wenjun (regerend wereldkampioene als winnares van de eerder in het jaar gespeelde match om de wereldtitel). Na vier partijen was de stand 2-2 zodat op 23 november een tiebreak werd gespeeld. De tiebreak bestaat uit twee rapidpartijen en indien nodig nog twee rapidpartijen, twee snelschaakpartijen en een armageddon partij. In deze tiebreak versloeg Ju Wenjun haar tegenstander en behield zo haar titel.